# Gliese 176
Étoile
Source de proche infrarouge (d)
Gliese 176 (HD 285968) est une étoile naine rouge située à environ 31 al de la Terre dans la constellation du Taureau. Elle a la moitié de la masse de notre Soleil et a une magnitude apparente de 9,97.

## Système planétaire
Le 7 septembre 2007, une planète exoplanète, Gliese 176 b, a été découverte.